# New Jersey Nets 1998-1999
La stagione 1998-99 dei New Jersey Nets fu la 23ª nella NBA per la franchigia.
I New Jersey Nets arrivarono settimi nella Atlantic Division della Eastern Conference con un record di 16-34, non qualificandosi per i play-off.

## Roster
| N° | Naz.                   | Ruolo | Sportivo           | Anno | Alt. | Peso |
| -- | ---------------------- | ----- | ------------------ | ---- | ---- | ---- |
|    | Stati Uniti (bandiera) | A     | David Vaughn       | 1973 | 206  | 109  |
| 1  | Stati Uniti (bandiera) | G     | Elliot Perry       | 1969 | 183  | 68   |
| 2  | Stati Uniti (bandiera) | C     | Rony Seikaly       | 1965 | 211  | 104  |
| 5  | Stati Uniti (bandiera) | G     | Eric Murdock       | 1968 | 185  | 86   |
| 7  | Stati Uniti (bandiera) | G     | Earl Boykins       | 1976 | 165  | 61   |
| 9  | Stati Uniti (bandiera) | G     | Damon Jones        | 1976 | 191  | 84   |
| 10 | Stati Uniti (bandiera) | G     | Sam Cassell        | 1969 | 191  | 84   |
| 11 | Stati Uniti (bandiera) | A     | Brian Evans        | 1973 | 203  | 100  |
| 12 | Stati Uniti (bandiera) | G     | Lucious Harris     | 1970 | 196  | 86   |
| 13 | Stati Uniti (bandiera) | G     | Kendall Gill       | 1968 | 196  | 88   |
| 14 | Stati Uniti (bandiera) | C     | Jamie Feick        | 1974 | 206  | 118  |
| 15 | Stati Uniti (bandiera) | AC    | Chris Gatling      | 1967 | 208  | 100  |
| 20 | Stati Uniti (bandiera) | G     | Doug Overton       | 1969 | 191  | 86   |
| 22 | Stati Uniti (bandiera) | C     | Jim McIlvaine      | 1972 | 216  | 109  |
| 24 | Stati Uniti (bandiera) | GA    | Scott Burrell      | 1971 | 201  | 99   |
| 30 | Stati Uniti (bandiera) | G     | Kerry Kittles      | 1974 | 196  | 81   |
| 33 | Stati Uniti (bandiera) | G     | Stephon Marbury    | 1977 | 188  | 82   |
| 42 | Stati Uniti (bandiera) | A     | Mark Hendrickson   | 1974 | 206  | 100  |
| 43 | Stati Uniti (bandiera) | A     | Chris Carr         | 1974 | 196  | 94   |
| 44 | Stati Uniti (bandiera) | A     | Keith Van Horn     | 1975 | 208  | 100  |
| 51 | Stati Uniti (bandiera) | C     | William Cunningham | 1974 | 211  | 113  |
| 55 | Stati Uniti (bandiera) | AC    | Jayson Williams    | 1968 | 206  | 109  |
| 77 | Romania (bandiera)     | C     | Gheorghe Mureșan   | 1971 | 231  | 137  |

## Staff tecnico
- Allenatori: John Calipari (3-17) (fino al 15 marzo)[1], Don Casey (13-17)
- Vice-allenatori: Don Casey (fino al 15 marzo), Johnny Davis (fino al 15 marzo), Kenny Gattison (fino al 15 marzo), Jack Haley (fino al 15 marzo), Eddie Jordan (dal 17 marzo), Jim Lynam (dal 17 marzo), Mike O'Koren (dal 18 marzo)